# Regierung Antonín Švehla III
Die Regierung Antonín Švehla III war die neunte Regierung der Tschechoslowakei in der Zeit zwischen den Weltkriegen. Sie war vom 12. Oktober 1926 bis zum 1. Februar 1929 im Amt.

## Kabinettsmitglieder
| Ressort                                                       | Name                           | Amtszeit                               |
| ------------------------------------------------------------- | ------------------------------ | -------------------------------------- |
| Ministerpräsident                                             | Antonín Švehla                 | 0012. Oktober 1926 – 1. Februar 1929   |
| Außenminister                                                 | Edvard Beneš                   | 0012. Oktober 1926 – 1. Februar 1929   |
| Innenminister                                                 | Jan Černý                      | 0012. Oktober 1926 – 1. Februar 1929   |
| Finanzminister                                                | Karel Engliš                   | 0012. Oktober 1926 – 25. November 1928 |
| Finanzminister                                                | Bohumil Vlasák (kommissarisch) | 25. November 1928 – 1. Februar 1929    |
| Minister für Bildung und Kultur                               | Milan Hodža                    | 0012. Oktober 1926 – 1. Februar 1929   |
| Verteidigungsminister                                         | František Udržal               | 0012. Oktober 1926 – 1. Februar 1929   |
| Justizminister                                                | Robert Mayr-Harting            | 0012. Oktober 1926 – 1. Februar 1929   |
| Minister für Industrie, Handel und Gewerbe                    | František Peroutka             | 0012. Oktober 1926 – 28. April 1928    |
| Minister für Industrie, Handel und Gewerbe                    | Ladislav Novák                 | 0000028. April 1928 – 1. Februar 1929  |
| Minister für die Eisenbahnen                                  | Josef V. Najman                | 0012. Oktober 1926 – 1. Februar 1929   |
| Minister für öffentliche Arbeiten                             | Franz Spina                    | 0012. Oktober 1926 – 1. Februar 1929   |
| Landwirtschaftsminister                                       | Otakar Srdínko                 | 0012. Oktober 1926 – 1. Februar 1929   |
| Sozialminister                                                | Jan Šrámek                     | 0012. Oktober 1926 – 1. Februar 1929   |
| Minister für Gesundheit und Sport                             | Jan Šrámek (kommissarisch)     | 0012. Oktober 1926 – 15. Januar 1927   |
| Minister für Gesundheit und Sport                             | Jozef Tiso                     | 00015. Januar 1927 – 1. Februar 1929   |
| Minister für Post und Telegraphie                             | František Nosek                | 0012. Oktober 1926 – 1. Februar 1929   |
| Minister für die Unifizierung von Gesetzgebung und Verwaltung | Milan Hodža (kommissarisch)    | 0012. Oktober 1926 – 15. Januar 1927   |
| Minister für die Unifizierung von Gesetzgebung und Verwaltung | Marko Gažík                    | 00015. Januar 1927 – 1. Februar 1929   |
| Minister für die Verwaltung der Slowakei                      | Josef Kállay                   | 0012. Oktober 1926 – 28. Juni 1928     |
| Minister für Ernährung                                        | Jan Černý (kommissarisch)      | 0012. Oktober 1926 – 1. Februar 1929   |